# ناحیه خلیج تامپا
ناحیه خلیج تامپا (به انگلیسی: Tampa Bay Area) یک منطقهٔ مسکونی در ایالات متحده آمریکا است که در فلوریدا واقع شده‌است.

## خصوصیات
ناحیه خلیج تامپا ۲٬۷۸۳٬۲۴۳ نفر جمعیت دارد.